# Псари (Кольський повіт)
Псари (пол. Psary) — село в Польщі, у гміні Баб'як Кольського повіту Великопольського воєводства.
Населення — 191 особа (2011).
У 1975-1998 роках село належало до Конінського воєводства.

## Демографія
Демографічна структура станом на 31 березня 2011 року:
|          | Загалом | Допрацездатний вік | Працездатний вік | Постпрацездатний вік |
| -------- | ------- | ------------------ | ---------------- | -------------------- |
| Чоловіки | 98      | 20                 | 70               | 8                    |
| Жінки    | 93      | 25                 | 50               | 18                   |
| Разом    | 191     | 45                 | 120              | 26                   |